# بابا نوئل

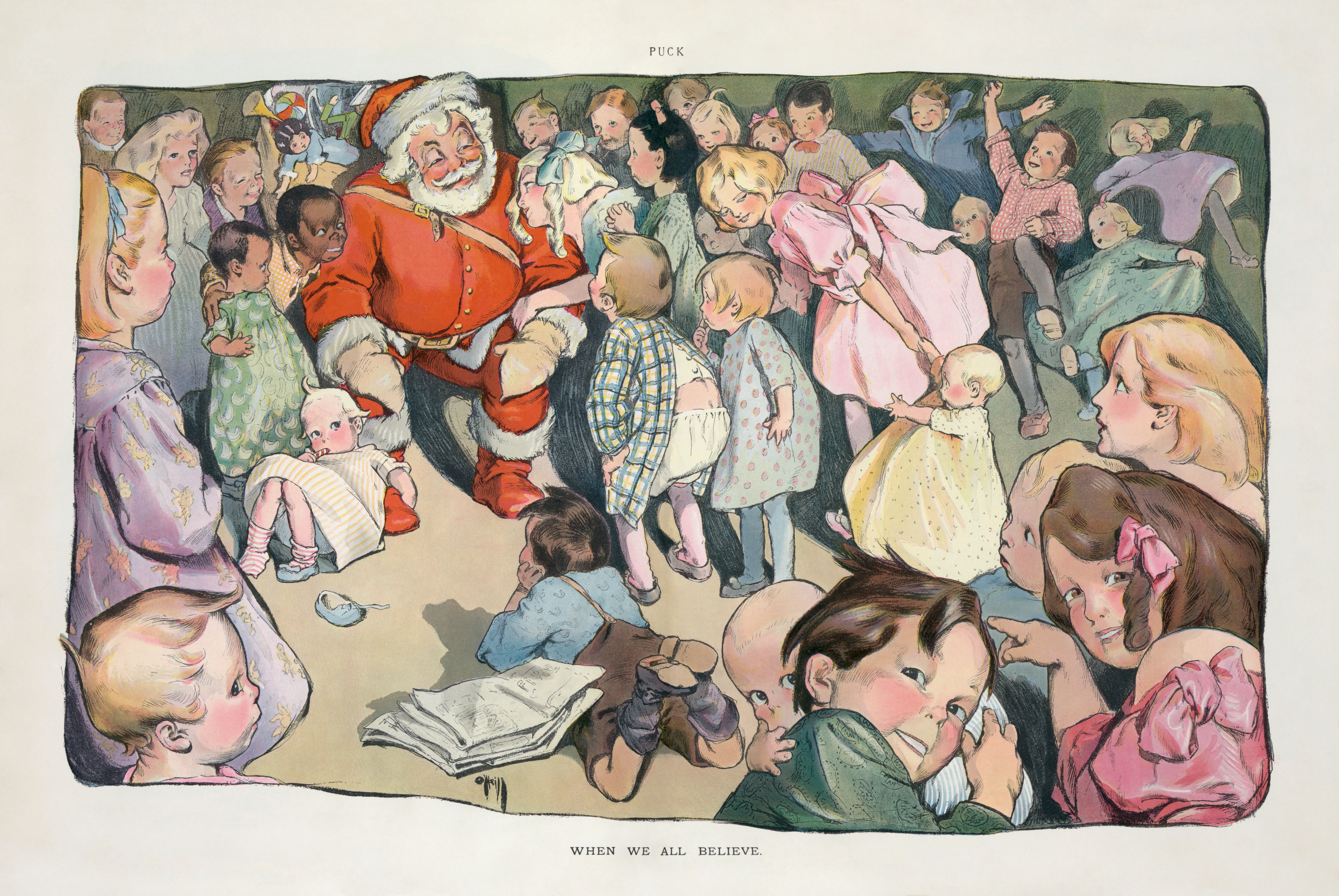
وقتی که همهٔ ما باور داشتیم، یک نقاشی چاپ رنگی برای نسخهٔ سال ۱۹۰۳ میلادی مجلهٔ پاک، اثر رز اونیل است. این نگاره گروهی از کودکان را نشان می‌دهد که دور بابا نوئل و کیسهٔ اسباب‌بازی‌هایش گرد آمده و منتظر دریافت کادوهای کریسمس‌شان هستند.

بابانوئل یک شخصیت افسانه‌ای در فرهنگ عامیانه کشورهای غربی و مسیحی است. نام بابانوئل با جشن کریسمس آمیخته شده است.
بابانوئل عمدتاً یک پیرمرد فربه با ریش سفید بلند و جامهٔ قرمز است. معمولاً او یک کیسه پر از هدیه به همراه دارد که در روز کریسمس یا شب پیش از آن برای بچه‌ها می‌آورد. این باور وجود دارد که بابانوئل بچه‌ها را به دسته‌های خوب و بد تقسیم می‌کند و برای کودکانی که رفتار مناسبی در درازای سال داشته باشند پیشکش‌هایی می‌آورد. همچنین داستانی وجود دارد مبنی بر اینکه این هدایا در کارگاه اسباب‌بازی‌سازی بابانوئل در قطب شمال ساخته می‌شوند. در کشورهای انگلیسی زبان به این شخصیت «سانتاکلاوس» (انگلیسی: santa claus) یا «پدر کریسمس» (father christmas) که برگرفته از نام کشیش مسیحی نیکلاس قدیس می‌باشد، گفته می‌شود.

## نام‌شناسی
پس از مهاجرت هلندی‌ها به آمریکای شمالی نام سنت نیکلا به سانتا کلاوز "SANTA CLAUS" تغییر یافت.
بابانوئل که در زبان فارسی به کار برده می‌شود، برگرفته از اصطلاح فرانسوی پاپانوئل یعنی Père Noël (پدر نوئل) است.

## ریشه تاریخی

تصویری از سنت «نیکلاس» -گراور چوب - قرن چهارم بعد از میلاد مسیح

بابا نوئل اشاره به نام یکی از کشیشان مسیحی به نام سن نیکولاس دارد که در قرن چهارم میلادی می‌زیسته و از اهالی یکی از شهرهای قدیمی بیزانس به نام مایرا در منطقه آناتولی در ترکیه فعلی بوده‌ است. نیکولا در خردسالی پدر و مادرش را از دست می‌دهد و ثروت زیادی برایش به ارث می‌ماند.
وی برای یاری و پیشکش به بینوایان نامدار بود. پیکر سنت نیکلا (نیکلاس) اکنون در کشور ترکیه در منطقه دمره (سواحل دریایی مدیترانه) مدفون است و به علت مومیایی شدن طبیعی (به‌واسطهٔ سرما) هنوز بخش‌هایی از آن سالم مانده‌ است. دانشمندان در سال ۲۰۰۳ موفق به بازسازی چهرهٔ وی از روی استخوان‌ها شدند و با کمال تعجب دریافتند که بابا نوئل واقعی رنگین‌پوست (پوستی به رنگ قهوه‌ای روشن) بوده‌ است.
در سال ۱۸۲۲، در آمریکا و در نوشته‌های دکتر مور، نویسنده داستان کودکان، بابانوئل به شکل امروزی متولد شد. افسانه بابا نوئل که ریشه در قرن‌ها رسوم و باورها دارد به شکل یک مرد کوچک اندام چاق و خوش‌رو با ریش سفید، لباس قرمز و چکمه‌های مشکی درآمده‌ است. وی سوار بر سورتمه‌ای که گوزن‌ها آن را می‌کشند، سراسر اروپا، آمریکا و کانادا را در می‌نوردد و هدایای کودکان را توزیع می‌کند.
تصویر امروزی که از نیکلاس مقدس می‌بینیم، به واسطه کارهای بازاریابانه‌‌ای است که برند کوکاکولا رقم زده است. این شرکت در سال ۱۹۲۰ میلادی، تبلیغات خود در کریسمس را آغاز نمود و از تصاویر مختلفی برای این کار استفاده کرد. اما هیچ‌یک از آن‌ها به اندازه عکس منتشر شده در سال ۱۹۳۱، مشهور نشدند. هنرمندی به نام هادان ساندبلوم، نقاشی نیکلاس مقدس را همراه با یک کت قرمز ترسیم نمود. تصاویر قبلی از این شخصیت افسانه ای، وی را چاق یا لاغر نشان می‌دادند و از رنگ‌های مختلفی مانند قهوه ای و سبز در آن‌ها استفاده شده بود.

## باور مسیحیان دربارهٔ بابا نوئل

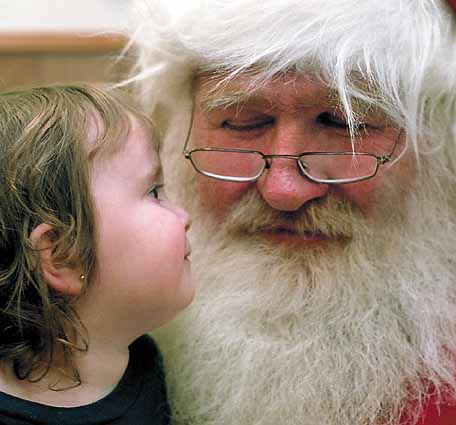
یک کودک در نزد بابا نوئل در موبیل، آلاباما.

مسیحیان اروپایی، آمریکایی و برخی مسیحیان ارمنی در شب کریسمس خود و کودکانشان را برای آمدن «بابا نوئل» آماده می‌نمایند. برخی از باورهای آنها درباره‌ی بابا نوئل که در زمان کودکی خود دارند به شرح زیر است:
- کودکان جوراب‌های خود را بر میخ‌هایی در بالای تخت خواب‌شان می‌آویزند (این نیز از کارهای «نیکلاس» قدیس برداشت شده که جوراب‌های بچه‌ها را پر از هدایایش می‌کرد)
- باور بر این است که بابا نوئل از دودکش «شومینه» در شب کریسمس وارد خانه می‌شود.
- خانه بابانوئل و کارخانه اسباب‌بازی‌سازی‌اش در قطب شمال قرار دارد.
- بابانوئل با نوعی سورتمه که چندین گوزن شمالی آن را می‌کشند به شهرهای گوناگون می‌رود. سورتمه‌ای که قادر به پرواز است.
- بابا نوئل می‌داند که کدام بچه در همه سال خوب بوده و کدام بد چون او با خداوند ارتباط دارد؛ و او تنها به بچه‌های خوب هدیه می‌دهد.
- بابا نوئل و مامان نوئل در کارخانه‌شان در قطب شمال با همکاری کوتوله‌های پریزاد به نام اِلف‌ها، هدایا را می‌سازند.

## جشن کریسمس و افسانهٔ بابانوئل
جشن نوئل یا کریسمس در آئین مسیحیت یک جشن مذهبی و جمعی است که بر اساس سنت‌های هر کشور متفاوت است. کریسمس در شب ۲۴ دسامبر در آغاز فصل زمستان به مناسبت میلاد  عیسی مسیح  جشن گرفته می شود.
سنت درخت نوئل یک سنت به جا مانده از اقوام سلت است. قوم درویید که به نحوی راهبان این قوم محسوب می‌شدند هنگام برگزاری جشن آغاز فصل زمستان درختان کاج را با سیب‌های طلایی و شمع‌های روشن تزئین و تجمیل می‌کردند (درخت کاج به دلیل اینکه همیشه سرسبز است لقب درخت زندگی روشنایی به آن داده‌اند).

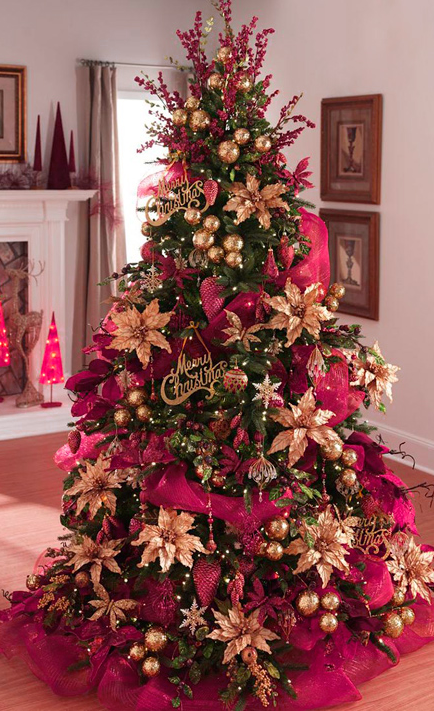
کاج تزیین شده کریسمس

## نگارخانه

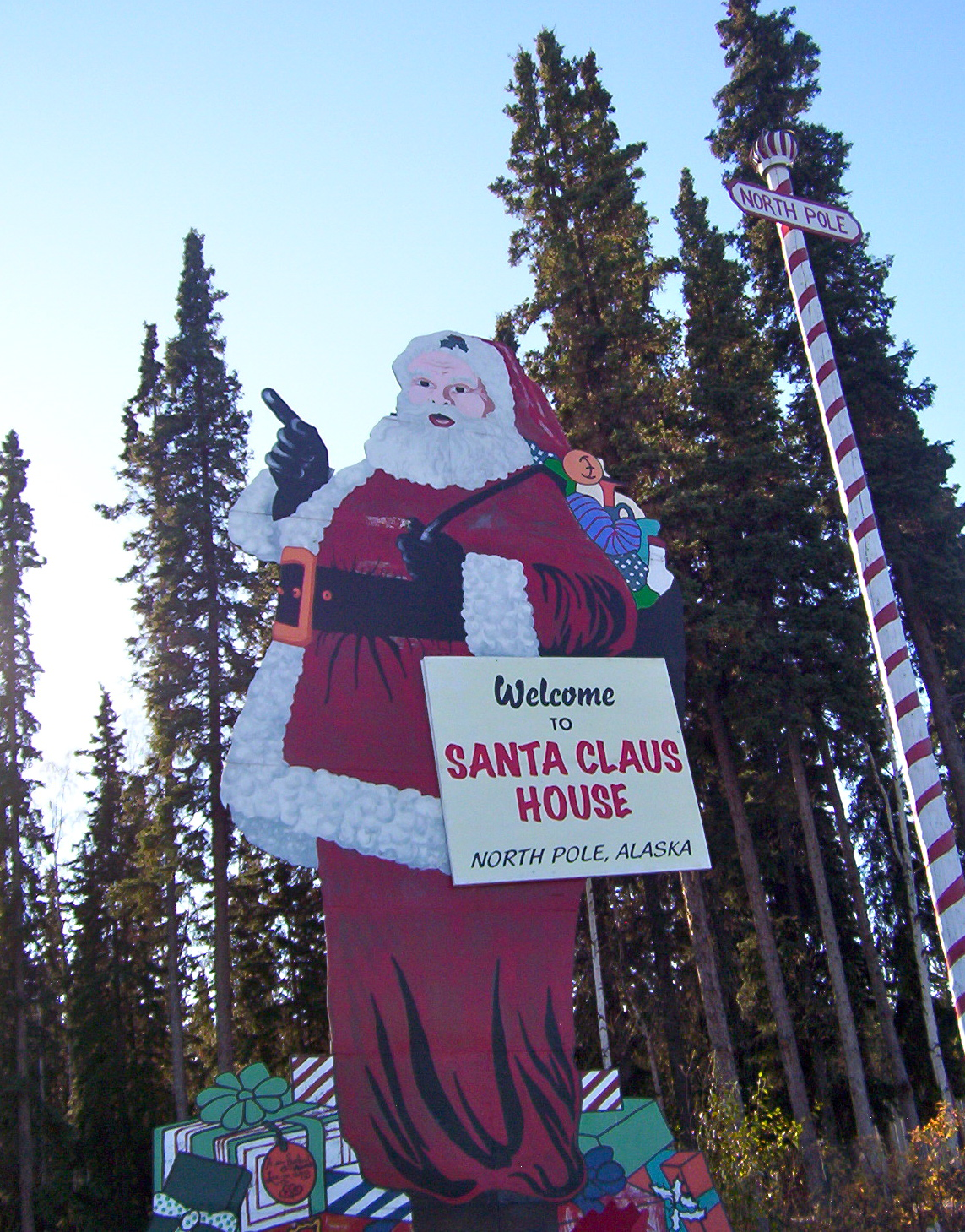
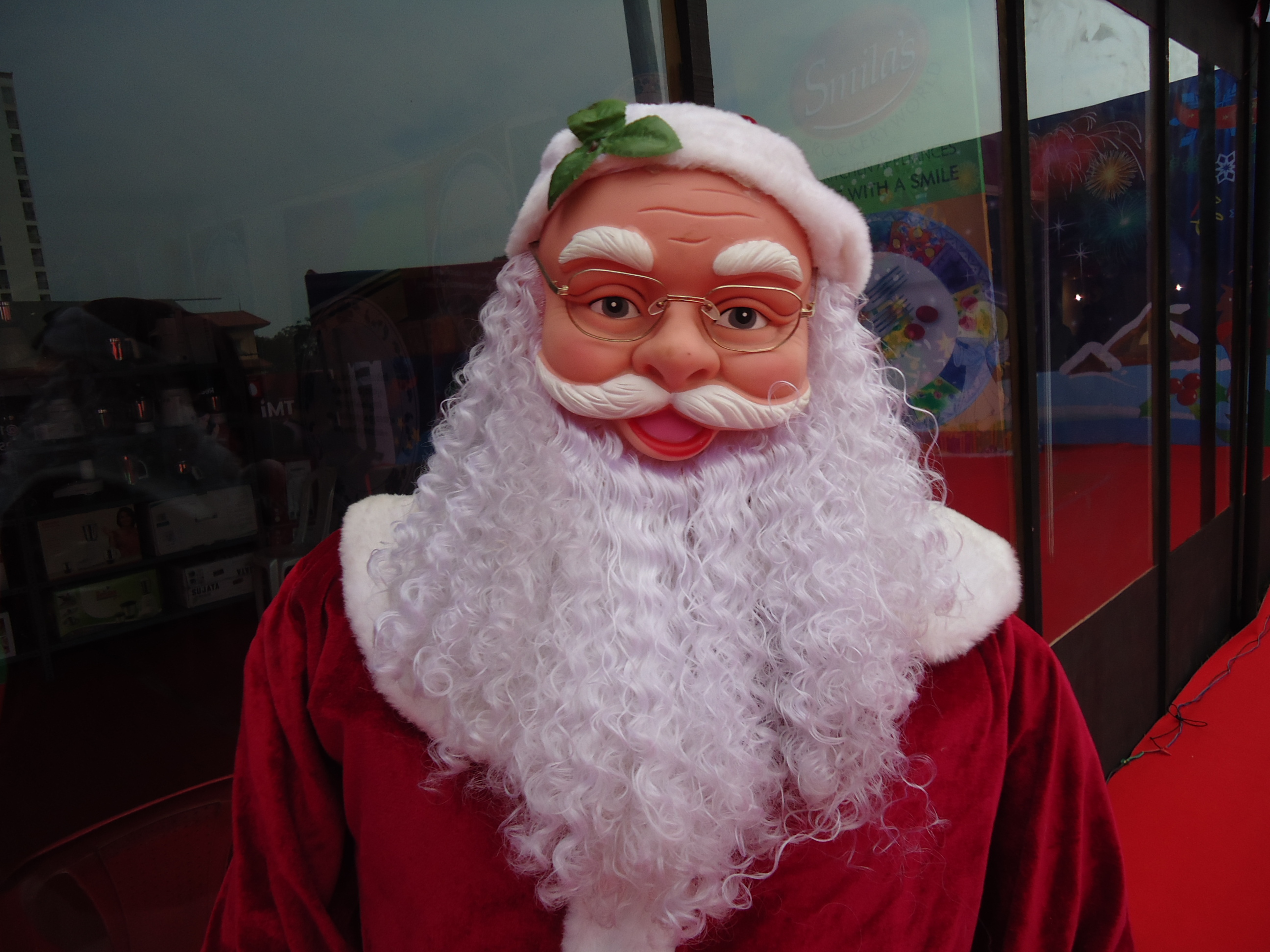
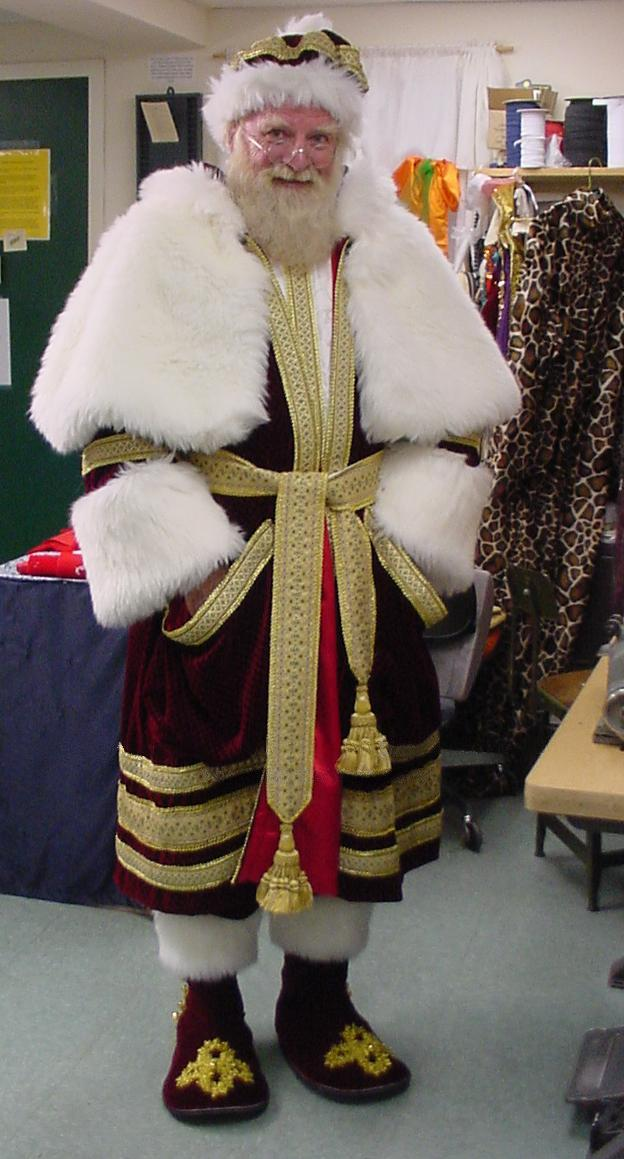